# 马尤厄-嘉当形式
数学上，一个李群G的Maurer-Cartan形式是一个特别的微分形式，它包含关于这个李群的结构的基本的无穷小信息。它被埃里·嘉当多次使用，作为他的移动标架法的基本组成。
设{\displaystyle g=T_{e}G}是李群在幺元的切空间(它的李代数)。G可以由左平移作用在自身
{\displaystyle L_{h}:G\ni k\mapsto hk\in G},
这个诱导出切丛到自身的一个映射
{\displaystyle (L_{h})_{*}:T_{k}G\rightarrow T_{hk}G}.
一个左移不变向量场是{\displaystyle TG}的一个截面，使得 
{\displaystyle (L_{h})_{*}X=X} ∀ {\displaystyle h\in G}
Maurer-Cartan形式 {\displaystyle \omega } 是在g值(在g中取值)的G上的1形式，根据公式{\displaystyle \omega (v)=(L_{h^{-1}})_{*}v\in g}作用在向量{\displaystyle v\in T_{h}G}上。
若X是G上的左移不变向量场，则{\displaystyle \omega (X)}在G为常数。而且，若X和Y都是左移不变，则
{\displaystyle \omega ([X,Y])=[\omega (X),\omega (Y)]}
其中左边的括号为向量场的李括号，而右边的括号为李代数g的李括号。(这可以作为g上的李括号的定义。)这些事实可以用来建立李代数的同构
{\displaystyle g=T_{e}G\cong \{} G上的左移不变向量场 {\displaystyle \}}.
根据微分的定义，若X和Y为任意向量场，则
{\displaystyle d\omega (X,Y)=X(\omega (Y))-Y(\omega (X))-\omega ([X,Y])}.
实用上，若X和Y为左移不变，则
{\displaystyle X(\omega (Y))=Y(\omega (X))=0},
所以
{\displaystyle d\omega (X,Y)+[\omega (X),\omega (Y)]=0}
但是左边只是一个2-形式(其值只和X,Y在一点的取值有关，所以跟X,Y作为场在周围的变化无关)，所以方程不依赖于X和Y是左移不变的条件。所以这个方程对所有向量场X和Y成立。这被称为Maurer-Cartan方程.
如果G嵌入到GL(n，R),则可以把{\displaystyle \omega }的公式显式的写成
{\displaystyle \omega =g^{-1}dg}
若我们在李群G上引入主丛，并把G上的左作用定义为变换函数，则联络形式{\displaystyle A=\omega }是平坦的。实际上
{\displaystyle F=dA+A\wedge A=0}
和Maurer-Cartan方程完全一致。